# إد سبراغ الأب
إد سبراغ الأب (بالإنجليزية: Ed Sprague, Sr.)‏ هو لاعب كرة قاعدة أمريكي، ولد في 16 سبتمبر 1945 في بوسطن في الولايات المتحدة.

## وصلات خارجية
- إد سبراغ الأب على موقع دوري كرة القاعدة الرئيسي (الإنجليزية)
- إد سبراغ الأب على موقعبيزبول رفرنس.كوم (الدوري الرئيسي) (الإنجليزية)
- إد سبراغ الأب على موقعبيزبول رفرنس.كوم (الدوري الثانوي) (الإنجليزية)